# Marcos Danilo Padilha
Marcos Danilo Padilha (Cianorte, 31 de juliol de 1985 - Colòmbia, 29 de novembre de 2016), simplement conegut com a Danilo, va ser un jugador de futbol brasiler, l'últim equip del qual va ser el Chapecoense, equip del qual n'era el porter titular.

## Biografia
Nascut a Cianorte, a l'estat de Paranà, Danilo va començar la seva carrera esportiva al club de la ciutat. Després de jugar en diversos equips menors de l'estat (els més destacats dels quals l'Operário i l'Arapongas), va fitxar pel Londrina el maig de 2011.
El setembre de 2013 Danilo va ser cedit al Chapecoense fins a finals de temporada. Va debutar el 23 de novembre, en un partit que van guanyar per 1-2 a casa de l'Icasa a la sèrie B del campionat brasiler; va ser la seva única participació en la categoria, ja que en quedar segons, el Chapecoense va ascendir a la sèrie A per primera vegada a la seva història.
El gener de 2014 Danilo va fitxar definitivament pel Chape, nom amb què es coneix familiarment el Chapecoense, debutant a la primera divisió el 19 d'abril d'aquell any, en un partit contra el Coritiba on va ser titular i va aconseguir mantenir la porteria a zero (0-0). Des d'aleshores es va convertir en una figura habitual a l'onze inicial de l'equip de Santa Catarina, essent part essencial d'un conjunt que va aconseguir mantenir la categoria al finalitzar la temporada.
El 28 de novembre de 2016, quan l'equip del Chapecoense es desplaçava a Medellín per disputar la final de la Copa Sud-americana, l'avió que els traslladava va estavellar-se, provocant la mort de la majoria dels seus ocupants. Danilo va sobreviure l'impacte inicial, però va morir l'endemà en un hospital de La Ceja.

## Palmarès
Chapecoense
- Campionat catarinense (1): 2016